# Campionato Sergipano
Il Campeonato Sergipano è il campionato di calcio dello stato di Sergipe, in Brasile. Si svolge dal 1918, dal 1927 è organizzato dalla Federação Sergipana de Futebol (FSF).

## Stagione 2020
- América de Pedrinhas (Pedrinhas)
- Boca Júnior (Estância)
- Confiança (Aracaju)
- Dorense (Nossa Senhora das Dores)
- Freipaulistano (Frei Paulo)
- Itabaiana (Itabaiana)
- Lagarto (Lagarto)
- Sergipe (Aracaju)

## Albo d'oro
- 1918 Continguiba
- 1919 non disputato
- 1920 Continguiba
- 1921 Industrial
- 1922 Sergipe
- 1923 Continguiba
- 1924 Sergipe
- 1925 non disputato
- 1926 non disputato
- 1927 Sergipe
- 1928 Sergipe
- 1929 Sergipe
- 1930 non disputato
- 1931 non disputato
- 1932 Sergipe
- 1933 Sergipe
- 1934 Palestra
- 1935 Palestra
- 1936 Continguiba
- 1937 Sergipe
- 1938 non disputato
- 1939 Ypiranga
- 1940 Sergipe
- 1941 Riachuelo
- 1942 Continguiba
- 1943 Sergipe
- 1944 Vasco
- 1945 Ypiranga
- 1946 Olímpico
- 1947 Olímpico
- 1948 Vasco
- 1949 Palestra
- 1950 Passagem
- 1951 Confiança
- 1952 Continguiba
- 1953 Vasco
- 1954 Confiança
- 1955 Sergipe
- 1956 Santa Cruz
- 1957 Santa Cruz
- 1958 Santa Cruz
- 1959 Santa Cruz
- 1960 Santa Cruz
- 1961 Sergipe
- 1962 Confiança
- 1963 Confiança
- 1964 Sergipe
- 1965 Confiança
- 1966 América
- 1967 Sergipe
- 1968 Confiança
- 1969 Itabaiana
- 1970 Sergipe
- 1971 Sergipe
- 1972 Sergipe
- 1973 Itabaiana
- 1974 Sergipe
- 1975 Sergipe
- 1976 Confiança
- 1977 Confiança
- 1978 Itabaiana
- 1979 Itabaiana
- 1980 Itabaiana
- 1981 Itabaiana
- 1982 Sergipe e Itabaiana
- 1983 Confiança
- 1984 Sergipe
- 1985 Sergipe
- 1986 Confiança
- 1987 Vasco
- 1988 Confiança
- 1989 Sergipe
- 1990 Confiança
- 1991 Sergipe
- 1992 Sergipe
- 1993 Sergipe
- 1994 Sergipe
- 1995 Sergipe
- 1996 Sergipe
- 1997 Itabaiana
- 1998 Lagartense
- 1999 Sergipe
- 2000 Sergipe e Confiança
- 2001 Confiança
- 2002 Confiança
- 2003 Sergipe
- 2004 Confiança
- 2005 Itabaiana
- 2006 Pirambu
- 2007 América
- 2008 Confiança
- 2009 Confiança
- 2010 River Plate
- 2011 River Plate
- 2012 Itabaiana
- 2013 Sergipe
- 2014 Confiança
- 2015 Confiança
- 2016 Sergipe
- 2017 Confiança
- 2018 Sergipe
- 2019 Freipaulistano
- 2020 Confiança
- 2021 Sergipe
- 2022 Sergipe
- 2023 Itabaiana
- 2024 Confiança

## Titoli per squadra
Le squadre contrassegnate da un asterisco (*) non sono più attive.
| Squadra        | Città      | Titoli |
| -------------- | ---------- | ------ |
| Sergipe        | Aracaju    | 37     |
| Confiança      | Aracaju    | 23     |
| Itabaiana      | Itabaiana  | 11     |
| Cotinguiba     | Aracaju    | 6      |
| Santa Cruz *   | Estância   | 5      |
| Vasco *        | Aracaju    | 4      |
| Pirambu        | Pirambu    | 3      |
| Palestra *     | Aracaju    | 3      |
| América        | Propriá    | 2      |
| Ipiranga *     | Maruim     | 2      |
| River Plate*   | Carmópolis | 2      |
| Freipaulistano | Frei Paulo | 1      |
| Industrial *   | Aracaju    | 1      |
| Lagartense     | Lagarto    | 1      |
| Passagem *     | Neópolis   | 1      |
| Riachuelo      | Riachuelo  | 1      |